# Coarticulación
La coarticulación se refiere genéricamente a los efectos articulatorios y acústicos que se producen entre segmentos fonéticos cercanos en una secuencia oral.
           La fonología articulatoria sostiene que la coarticulación es el resultado de las propiedades de las estructuras articulatorias y de la coordinación de los movimientos articulatorios por el solapamiento de las articulaciones de las secuencias vocal-vocal, vocal-consonante, consonante-vocal o consonante-consonante, lo que hace que unos sonidos influencien a otros        

## Orígenes del término
En el siglo XIX Brücke y Bell vieron que las letras alfabéticas coincidían con una realización fonética y que cada sonido se conectaba con el siguiente mediante unos “desplazamientos transitorios” (transitional glides). Esta idea es desarrollada por Silver, que además plantea la idea de que la producción de ciertos sonidos se ve modificada por la anticipación a la articulación del sonido siguiente.
           Uno de los estudios más importantes será el de Lacotte, que descubrió que no solo la vocal siguiente alteraba la articulación de la consonante, sino también la vocal anterior.
           Menzerath y de Lacerda son los primeros en utilizar el término de coarticulación en 1933, definido como el principio de la articulación donde los órganos articulatorios están preparados para realizar el siguiente sonido durante la pronunciación del primero.
Modelo del grado de restricción articulatoria   
           Para estudiar la coarticulación existe el modelo del grado de restricción articulatoria (DAC en sus siglas en inglés). Este se centra en la coarticulación producida por la acción de la lengua debido a que esta presenta fenómenos de coarticulación más complejos que la zona velar o labial debido al gran número de regiones de la lengua que actúan como principal órgano articulador de sonidos y también porque las articulaciones de la lengua no pueden moverse sin involucrar otras regiones. El DAC ha estudiado las diferencias articulatorias entre las consonantes y las vocales y cómo los segmentos que se resisten a la coarticulación son precisamente los que imponen sus demandas articulatorias sobre sus segmentos fonéticos cercanos.
           De este modo se ha visto que existen segmentos fonéticos que favorecen más la coarticulación que otros. Se conoce como resistencia coarticulatoria la propiedad de aquellos segmentos fonéticos que no admiten efectos de coarticulación a causa de los segmentos cercanos, y agresividad coarticulatoria el grado en el que un segmento puede afectar a la configuración articulatoria de los segmentos adyacentes. Estas propiedades dependen del grado de restricción articulatoria: cuanto más estrictos sean los requisitos de articulación de un segmento fonético, será más difícil que sufra los efectos de la coarticulación y más fácil que influencie a otros segmentos.
           Otra noción fundamental del DAC es la dirección de la coarticulación, es decir, si la coarticulación se produce a causa del sonido siguiente (anticipatoria) o el anterior (retardatoria).
           La coarticulación está muy ligada a otros procesos como la asimilación , que puede considerarse como un efecto de la coarticulación que se ha fonologizado. Hay veces que es muy difícil distinguir si estamos ante un caso de coarticulación o de asimilación, pero la diferencia está en que mientras que la coarticulación se da en diferentes grados dependiendo de elementos como el hablante o la velocidad, la asimilación se da sistemáticamente y supone una completa sustitución de un segmento fonético por otro.

## Efectos de la coarticulación

### Consonantes oclusivas
Estos son sonidos caracterizados por tres fases. Una primera fase de implosión (uno o varios órganos articulatorios se mueven hacia el punto de articulación), seguida de una fase tensiva u oclusiva (donde los órganos están completamente unidos) y por último una fase explosiva (la presión del aire vence la oclusión y sale el aire más o menos violentamente. La coarticulación puede afectar a la primera fase, por ejemplo cuando le precede otro sonido cerrado que implica a los mismos órganos: en la [p] de campo los labios ya permanecen cerrados desde la articulación de la [m]. La coarticulación también puede afectar a la fase de explosión cuando a la oclusiva le sigue otro sonido con las mismas características, como en el caso de una geminada. La única fase que nunca podrá alterar la coarticulación es la fase oclusiva. Mediante electropalogramas se ha estudiado la articulación del grupo consonántico [kt] y estos muestran que el gesto articulatorio de [k] coexiste con el de [t] ya que el predorso de la lengua pierde el contacto con el pospaladar y con el velo para situarse en la zona dentoalveolar, donde se produce una nueva oclusión.

### Consonantes fricativas
Las consonantes fricativas requieren un alto grado de precisión para poder provocar el aire turbulento. Esta precisión hace que tengan una mayor resistencia a la coarticulación.

### Consonantes aproximantes
La producción de las aproximantes puede presentar mayor o menor abertura de los órganos articuladores y por ello se produce una tensión menor en su articulación que hace que no se produzcan turbulencias, a diferencia de las fricativas. Aun así, existe pocos casos de diferencias significativas en el estudio de los efectos anticipatorios y retardatorios que las vocales adyacentes ejercen sobre la articulación de aquellas aproximantes en las que participa el dorso de la lengua y, cuanto mayor implicación tiene esta en la articulación de un sonido, se pueden producir menos efectos coarticulatorios.

### Consonante percusivayconsonante vibrante
La consonante percusiva tiene una mayor tendencia a experimentar efectos de la coarticuatorios de las vocales adyacentes que la consonante vibrante alveolar. Esta es más estable tanto en la zona alveolar, donde sufre la constricción principal, como en la zona palatal, donde se dejan sentir los efectos de coarticulación que ejercen las vocales adyacentes puesto que su mecanismo de producción precisa unos requisitos más estrictos.

### Consonantes nasales
El rasgo característico de las nasales es la salida del aire por la cavidad nasal durante su producción y por ello la oclusión que efectúan en la cavidad oral en grupos consonánticos ([nt, nd], etc) no necesita preservar su punto de articulación de forma estricta. Por lo tanto, las nasales en posición implosiva o coda silábica favorecen lacoarticulación ya que se acercan al punto de articulación de la consonante siguiente, aunque esto a veces es difícil de determinar desde el punto de vista acústico.

### Vocales
Los formantes vocálicos sufren modificaciones en sus extremos por efecto de la coarticulación, es decir, por la influencia de sonidos vecinos. Son un parámetro para localizar el punto de articulación de las consonantes, principalmente de las oclusivas.
            El modelo DAC, en una escala del 1 al 3 de menor a mayor precisión articulatoria otorga un 3 a [i,u], 2 a las vocales medias [e,o] y 1 a la [a], siguiendo la implicación del dorso lingual y respetando el triángulo vocálico. Cuanto mayor sea este índice, mayor influencia ejercerán las vocales que lo posean sobre las consonantes adyacentes y serán más resistentes a sus efectos.